# Чувашское Урметьево
Чува́шское Урме́тьево (чув. Чӑваш Уҫтимел) — село в Челно-Вершинском районе Самарской области России. Входит в сельское поселение Чувашское Урметьево.
Имеются школа, детский сад, Дом культуры, фельдшерско-акушерский пункт.]]

## История
Деревню основали в середине XVIII века некрещёные служилые чуваши из деревень Симбирского и Свияжского уездов.
В XIX — начале XX вв. в составе Костюнькинской волости Бугульминского уезда Оренбургской, затем Самарской губерний.

## Население
| 2010 |
| ---- |
| 536  |

Национальный состав: чуваши, мокшане, русские.